# Преследование (фильм, 1998)
«Преследование» (англ. Following) — первый полнометражный фильм Кристофера Нолана, криминальный триллер, снятый в жанре неонуар. Он рассказывает о молодом человеке, который следит за незнакомцами на улицах Лондона. Нарушив правило сохранять дистанцию, главный герой оказывается втянут в преступный мир. Фильм снят на чёрно-белую плёнку. Бюджет фильма составил всего 6000 долларов. Подобно следующему фильму Нолана, «Преследование» отличается нелинейным развёртыванием сюжета.

## Сюжет
Нуждающийся в средствах молодой писатель Билл стал следить за случайными незнакомцами на улицах Лондона, якобы в поисках вдохновения для своего нового произведения. Поначалу он установил строгие правила относительно того, за кем он может следить и как долго, но вскоре, пристрастившись, отошёл от них.
Однажды он слишком увлекается слежкой за мужчиной со спортивной сумкой. В кафе тот, раскусив Билла, подсаживается к нему и показывает свою сумку, полную компакт-дисков. Так Билл знакомится с домушником Коббом. Тот предлагает молодому человеку поучаствовать в нескольких квартирных кражах.
Во время первой кражи, взломав дверь, Кобб советует Биллу прежде отыскать сумку, чтобы собирать ценное. По книгам на полке он определяет, что хозяева недавно закончили колледж и съехались.
Материальная выгода, казалось, имела второстепенное значение для Кобба, который получал удовольствие от изучения личных вещей в квартире жертвы. Он объяснил, что настоящая страсть — ощущать адреналин во время процесса и в использовании потрясения от кражи, которое заставляет жертву переосознать свою жизнь.
Кобб подбрасывает женские трусики, украденные из предыдущей квартиры, в штаны парню, чтобы подставить его. Пока они пьют вино, неожиданно появляются постояльцы — молодая пара. Кобб, импровизируя, представляет себя и Билла агентами по недвижимости, ошибшимися квартирами, после чего оба сбегают через крышу, пока пара не поняла, в чём дело. Кобб предлагает Биллу выбрать новое место для ограбления, предварительно последив за хозяевами.
Билл, представившись Дэниелом Ллойдом, знакомится в Баре с Блондинкой. Та сначала предупреждает его, чтобы тот не заигрывался, так как рядом сидит её бывший (Лысый человек), который очень опасен. После чего предлагает встретиться ему на улице. Они уединяются у него в квартирке, и Блондинка говорит, что её бывший связан с криминалом.
Билл наводит Кобба на собственную квартирку. Телевизор и коллекция дисков не привлекают Кобба. Увидев пишущую машинку вместо компьютера, Кобб понимает, что хозяин — безработный или студент, пытающийся быть писателем. Обнаружив форму о получении пособия, тот отказывается грабить владельца.
Разбив стекло молотком, воры проникают в очередную квартиру, принадлежащую молодой девушке. Они роются в нижнем белье, Кобб жадно нюхает трусики, берёт одну пару и отдаёт Биллу. Также он берёт одну из серёжек и незаметно от напарника прячет её под пуфиком.
При встрече в кафе Блондинка рассказывает Биллу, как двое охранников Лысого человека, местного мафиози, в её квартире убили его должника — сначала сломали молотком все пальцы, потом проломили голову. После их ухода Блондинка спрятала ковёр с пятнами крови.
Билл проникает в офис, взламывает сейф и вытаскивает фотографии и кучу денег.
Обедая в ресторане, Кобб говорит, что Билл заплатит за счёт, но затем успокаивает его, говоря, что тот может расплатиться украденной ранее кредитной картой другого человека — Д. Ллойда. Билл расписывается на карте и забирает её. Кобб говорит Биллу, что иногда живёт в чужих квартирах, пока хозяев нет дома, ориентируясь по календарю, в котором те отмечают дату своего возвращения. Билл замечает молодую пару, в квартиру которых они недавно проникли. Он начинает паниковать, Кобб называет его трусом, оба выходят из ресторана. Кобб недоволен, что не закончил обед. Он советует напарнику, если тот нервничает, изменить внешность и подстричься, чтобы не бросаться в глаза в толпе. Дома Билли бреется, обрезает волосы и надевает костюм, как его сообщник. Затем он кладёт фотографии Блондинки и её трусики в коробку.
Кобб оказывается любовником Блондинки. Он рассказывает ей о Билле — тот проглотил наживку. Если всё сработает, большинство украденного Блондинка получит обратно.
Не найдя сумки, Билл обматывает пачки купюр клейкой лентой вокруг тела, пряча их под одеждой. Внезапно на него нападает неизвестный, но он оглушает его молотком.
Билл навещает Блондинку, просит её быть откровенной и вопрошает, почему та до сих пор не порвала с Лысым человеком окончательно. Та отвечает, что он шантажирует её фотографиями, которые хранит в сейфе офиса. Она знает комбинацию, и Билл решает ограбить мафиози. Блондинка просит его не смотреть на фотографии.
Билл встречается с Коббом на крыше и просит помочь ему в ограблении офиса с сейфом, принадлежащего владельцу клуба и порнографу, чтобы забрать фотографии по просьбе «друга». Билл говорит Коббу, что встречается с хозяйкой сумки. Узнав, что тот переспал с Блондинкой, Кобб порывает с ним, и избив, засовывает резиновые перчатки тому в рот.
Кобб приходит к Блондинке. Он недоволен, что та переспала с Биллом. Кобб говорит блондинке, что у него могут быть проблемы с полицией, так как в месте, где он совершал кражу и где его частично заметили, недавно зверски убили старушку, а его вызывали на допрос. Он решил подставить Билла, у которого теперь похожая с ним внешность, а свидетель недостаточно хорошо рассмотрел его.
Билл прячет деньги дома, звонит Блондинке, затем смотрит её совершенно нормальные фотографии без всякой порнографии и в гневе расшвыривает их.
Билли навещает Блондинку и даёт ей пощёчину. Та рассказывает ему план Кобба. Биллу не повезло — Кобб думал, что он из полиции, стал следить за ним, понял, что он неудачник, который ищет неприятности. Билла должны были поймать сегодня ночью на ограблении офиса, но этого не произошло. Билл показывает Блондинке окровавленный молоток и рассказывает о человеке в офисе. Он решает рассказать обо всём полиции, Блондинка отказывается давать показания и советует ему не делать этого, но он не слушает.
В полицейском участке Билл рассказывает обо всём случившемся. Детектив говорит, что за последнее время никаких нераскрытых преступлений по поводу убийства старушки не было, и что никакого Кобба они не знают.
Кобб, пришедший к Блондинке, говорит, что Билли как «прирождённый Подглядыватель» не мог не заглянуть в конверт. Затем он решает приступить к «делу» и надевает медицинские перчатки.
Кобб сказал, что Лысый человек разрешил ему забрать все деньги, бывшие в сейфе, и что Блондинка в своей алчности зашла слишком далеко, тем более она была свидетельницей «одного случая». Кобб убивает блондинку молотком.
Детектив говорит, что Блондинку обнаружили мёртвой. На молотке обнаружили два типа крови, один из них принадлежал человеку, которого положили в госпиталь. У Блондинки были перебиты пальцы — детектив посчитал, что Билли пытал её, чтобы узнать комбинацию к сейфу. В квартире Билла в коробке были обнаружены трусики, фотографии и серёжка погибшей. Билл говорит, что Кобб подставил его, и просит детектива проверить адрес, который Кобб назвал Биллу как своё место жительства. Полицейские уже сделали это — в указанной квартире живёт некто Д. Ллойд, недавно вернувшийся из путешествия и обнаруживший, что его ограбили. Также ему не пришла его кредитная карта (которую Билли подписал в ресторане), которую также обнаружили у него в квартире.
Кобб идёт по улице. На несколько секунд обзор закрывают прохожие, а когда он вновь открывается, вор исчезает.

## В ролях
| Актёр             | Роль               |
| ----------------- | ------------------ |
| Джереми Теобальд  | Билл/Дэниел Ллойд  |
| Алекс Хоу         | Кобб               |
| Люси Рассел       | блондинка          |
| Джон Нолан        | полицейский        |
| Дик Брэдселл      | лысый мужчина      |
| Джиллиан Эль-Кади | домовладелица      |
| Дженнифер Энжел   | горничная          |
| Николас Карлотти  | бармен             |
| Даррен Орманди    | бухгалтер          |
| Гай Гринуэй       | мужчина #1         |
| Тассос Стивенс    | мужчина #2         |
| Тристан Мартин    | мужчина в баре     |
| Ребекка Джеймс    | женщина в баре     |
| Пол Мейсон        | друг домовладелицы |
| Дэвид Боуилл      | муж домовладелицы  |

## Награды и номинации
- 1999 — приз «Серебряный Хичкок» фестиваля британских фильмов в Динарде (Кристофер Нолан)
- 1999 — приз лучшему режиссёру кинофестиваля в Ньюпорте (Кристофер Нолан)
- 1999 — приз Tiger Award Роттердамского кинофестиваля (Кристофер Нолан)
- 1999 — приз Black & White Award кинофестиваля Слэмданс (Кристофер Нолан)

## Отзывы
«Преследование» был признан одним из наиболее заметных низкобюджетных фильмов своего времени.